# Boti (stad)
Boti is een bestuurslaag in het regentschap Timor Tengah Selatan van de provincie Oost-Nusa Tenggara, Indonesië. Boti telt 2077 inwoners (volkstelling 2010).